# Волосатов, Анатолий Анисимович
Анатолий Анисимович Волосатов (8 сентября 1924, Нижнеглубокое, Уральская область — 25 марта 2012, Краснодар) — участник Великой Отечественной войны, полный кавалер ордена Славы, гвардии старшина. После войны работал на заводах.

## Биография

### Довоенный период
Анатолий Анисимович Волосатов родился 8 сентября 1924 года в крестьянской семье в деревне Нижне-Глубокой Нижнеглубоковского сельсовета Лебяжьевского района Курганского округа Уральской области, ныне деревня Нижнеглубокая входит в Лебяжьевский муниципальный округ Курганской области. Русский. 
Работал в колхозе. Вскоре вся семья переехала в город Нальчик Кабардино-Балкарской АССР. После окончания 8 классов средней школы № 6 поступил учиться в Бакинский морской техникум (Азербайджанская ССР). С началом Великой Отечественной войны учёбу пришлось прервать, и он вернулся в Нальчик, где устроился работать вольнонаёмным в воинскую часть.

### Великая Отечественная война
В мае 1942 года был призван Нальчикским ГВК в Рабоче-крестьянскую Красную Армию. На фронте с 1 июля (по другим данным с июня) того же года. Участвовал в обороне Кавказа. Уже 13 июля был первый раз ранен. После выздоровления вернулся на передовую, однако в том же году попал в окружение (по некоторым данным, находясь в окружении, попал в плен, но после бежал). В дальнейшем участвовал в освобождении Кавказа и Кубани. 26 июня 1943 года вблизи станции Крымская (Краснодарский край) был ранен во второй раз.
После возвращения на передовую и до окончания войны служил миномётчиком в 168-м гвардейском стрелковом Гумбиненском Краснознамённом полку (55-я гвардейская стрелковая Иркутско-Пинская ордена Ленина, трижды Краснознамённая, ордена Суворова 2 степени дивизия имени Верховного Совета РСФСР). В составе этого полка участвовал в Новороссийско-Таманской наступательной операции, Керченско-Эльтигенской десантной операции и в боях за расширение Керченского плацдарма, Белорусской наступательной операции, Восточно-Прусской наступательной операции и Берлинской наступательной операциях.
Во время Керченско-Эльтигенской десантной операции сержант Анатолий Волосатов высадился на Керченском полуострове и миномётным огнём поддерживал наступающие части. Во время боя 3 сентября 1943 года при наступлении на позиции, занятые противником на укреплённой высоте восточнее города Керчь, расчёт Волосатова уничтожил вражеский станковый пулемёт и около 20 немецких солдат, чем обеспечил захват высоты в кратчайшие сроки. Был представлен к награждению орденом Красной Звезды. Однако 19 февраля 1944 года был награждён орденом Славы 3-й степени.
В следующий раз А. А. Волосатов дважды отличился в ходе Восточно-Прусской наступательной операции. Так 13 января 1945 года во время прорыва многоэшелонированной вражеской обороны вблизи города Гумбиннен, Восточная Пруссия, командуя миномётным расчётом, он уничтожил 1 ручной пулемёт (вместе с его расчётом), двух солдат противника, также подавил огонь двух станковых пулемётов. Спустя шесть дней, во время боев за Гумбиннен расчёт Волосатова уничтожил 9 вражеских солдат, чем способствовал срыву контратаки противника и обеспечил продолжение наступления советских частей. Был повторно представлен к награждению орденом Красной Звезды. Однако 7 марта 1945 года был награждён орденом Славы 2-й степени. 24 марта того же года отличился в боях за Кёнигсберг. Во время отражения двух контратак противника юго-западнее города расчётом Волосатова было уничтожено около 70 вражеских солдат и пять станковых пулемётов с их расчётами. В ходе боя занимаемый советскими войсками рубеж был удержан. «За образцовое выполнение боевых заданий…» 14 июня 1945 года А. А. Волосатов был повторно награждён орденом Славы 2-й степени. 3 ноября 1992 года второй орден Славы 2-й степени, полученный Волосатовым в 1945 году, был заменён на орден Славы 1-й степени.
В наградных документах, по которым был награждён орденами Славы (14 февраля 1944 года, 12 февраля 1945 года и 23 марта 1945 года) указан как член ВЛКСМ, а медалью «За отвагу» (6 июля 1945 года) — беспартийный.

### После войны
Демобилизовался в 1946 году (по другим данным, был уволен в запас). 
В 1948 году вступил в ВКП(б), в 1952 году партия переименована в КПСС. 
Окончил Дзауджикауский горно-металлургический техникум. 
Работал на металлургическом комбинате в Киргизской ССР, затем на Ферганском нефтеперерабатывающем заводе в Узбекской ССР.
С 1963 года — заместитель начальника сборочного цеха Нальчикского станкостроительного завода, затем работал на Нальчикском заводе полупроводниковых приборов. 
В 1985 году вышел на пенсию.
После выхода на пенсию активно занимался общественной деятельностью и патриотическо-воспитательной работой. Был членом Комитета ветеранов войны. 9 мая 1995 года участвовал в юбилейном Параде победы на Красной площади. Переехал в Краснодар, где и проживал в последние годы.
Анатолий Анисимович Волосатов умер 25 марта 2012 года в городе Краснодаре Краснодарского края. Похоронен на Славянском кладбище города Краснодара, квартал 5, участок 21.

## Награды и почётные звания
- Орден Отечественной войны I степени, 21 февраля 1987 года[6]
- Орден Славы I степени № 3186, 3 ноября 1992 года, перенаграждение [1][2];
- Орден Славы II степени, дважды: № 28769, 7 марта 1945 года[7] и 14 июня 1945 года[8] (перенагражден 3 ноября 1992 года)[1][2]
- Орден Славы III степени № 14951, 19 февраля 1944 года[9]
- Медаль «За отвагу», 10 июля 1945 года[10]
- Медаль «За взятие Берлина»[1];
- Медаль «За взятие Кёнигсберга»[1];
- ряд прочих медалей[1][2].
- Почётный гражданин города Нальчика, 29 апреля 2005 года[11].